# جون كارلسن (ممثل)
جون كارلسن (بالإنجليزية: John Karlsen)‏ هو ممثل نيوزيلندي، ولد في 20 أكتوبر 1919 في ويلينغتون في نيوزيلندا، وتوفي في 5 يوليو 2017 في أوكلاند في نيوزيلندا.

## أعمال

### أفلام
- (1963) 8½[4]
- (1963) كليوباترا[5][6][7]
- (1973) أماركورد[8]

## وصلات خارجية
- جون كارلسن على موقع IMDb (الإنجليزية)
- جون كارلسن على موقع ألو سيني (الفرنسية)
- جون كارلسن على موقع أول موفي (الإنجليزية)
- جون كارلسن على موقع قاعدة بيانات الأفلام السويدية (السويدية)
- جون كارلسن على موقع قاعدة بيانات الفيلم (الإنجليزية)
- جون كارلسن على موقع كينوبويسك (الروسية)